# ヨハン・カッペルホフ
ヨハン・カッペルホフ（Johan Kappelhof、1990年8月5日 - ）は、オランダ・アムステルダム出身のサッカー選手。ポジションはDF。

## クラブ経歴
13歳の時に地元クラブであるアヤックス・アムステルダムのアカデミーに入団。もともとはウイングでプレーしていたが、ディフェンダーにコンバートされた経歴を持つ。しかし、トップチームに昇格することはかなわなかった。
2011年よりFCフローニンゲンに加入しプロデビュー。2014-15シーズンはディフェンディングチャンピオンのPECズウォレを撃破しKNVBカップ優勝を果たした。これはクラブ初の主要なタイトルで、UEFAヨーロッパリーグの出場権を得た。
2016年シーズンよりシカゴ・ファイアーFCに加入。このシーズンは33試合に出場して4アシストの成績を残し、クラブの最優秀ディフェンダーに選出された。また2017年8月にはMLSオールスター戦に出場し、レアル・マドリードと対戦した。2017年3月、OPTAの記録が始まって以来、1試合におけるクリア数とタックル数のMLS最多記録を樹立した。
2022年2月18日、レアル・ソルトレイクに移籍した。
2023年7月2日、サファー・ベイルートSCに移籍した。

## 人物
母親はガーナ人。

## タイトル

### クラブ
FCフローニンゲン
- KNVBカップ (1):2014–15